# Moorby
Moorby – wieś w Anglii, w hrabstwie Lincolnshire, w dystrykcie East Lindsey. Leży 33 km na wschód od Lincoln i 184 km na północ od Londynu.
Miejscowość liczy 50 mieszkańców.